# Axe-Kick

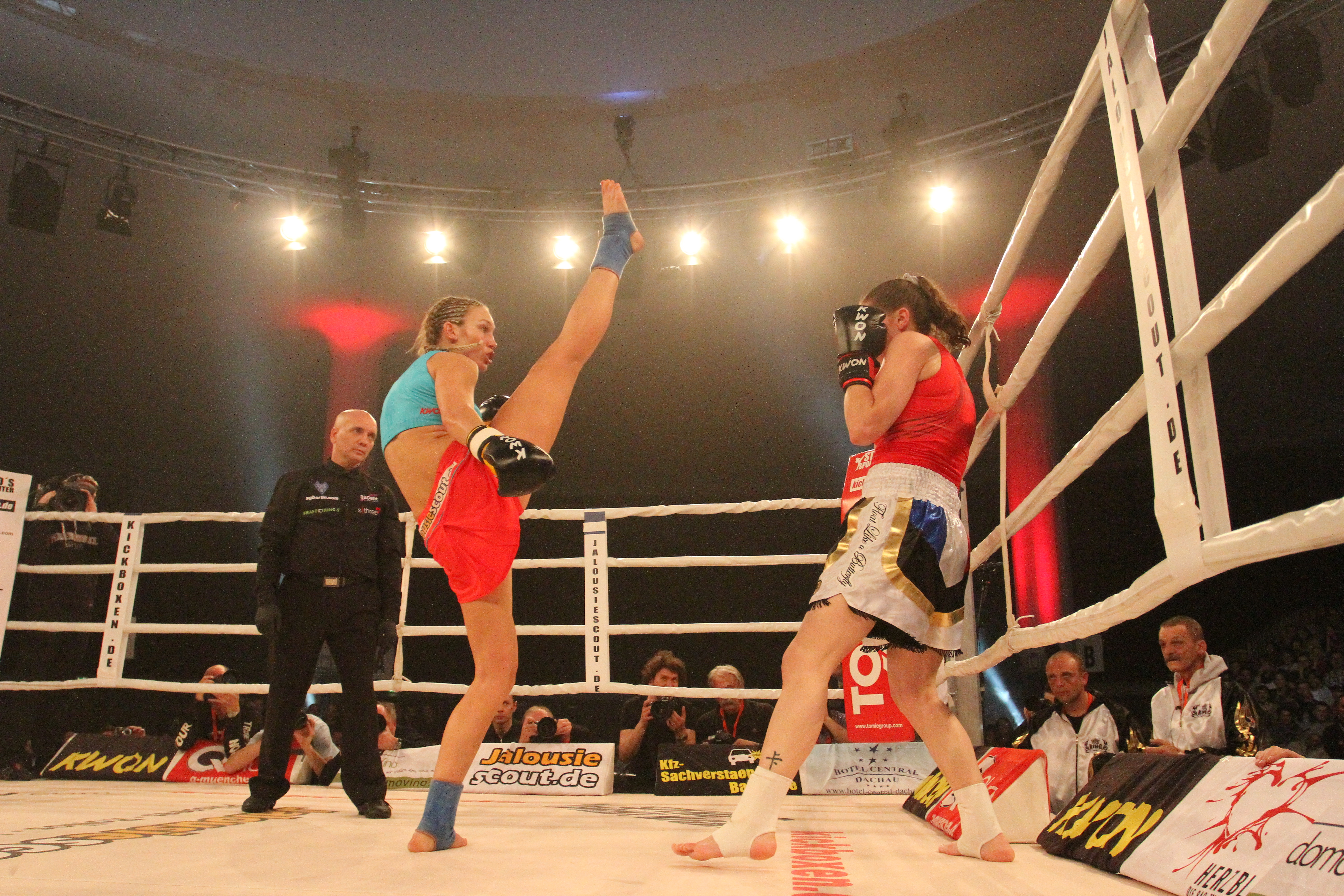
Axe-Kick Christine Theiss 2013

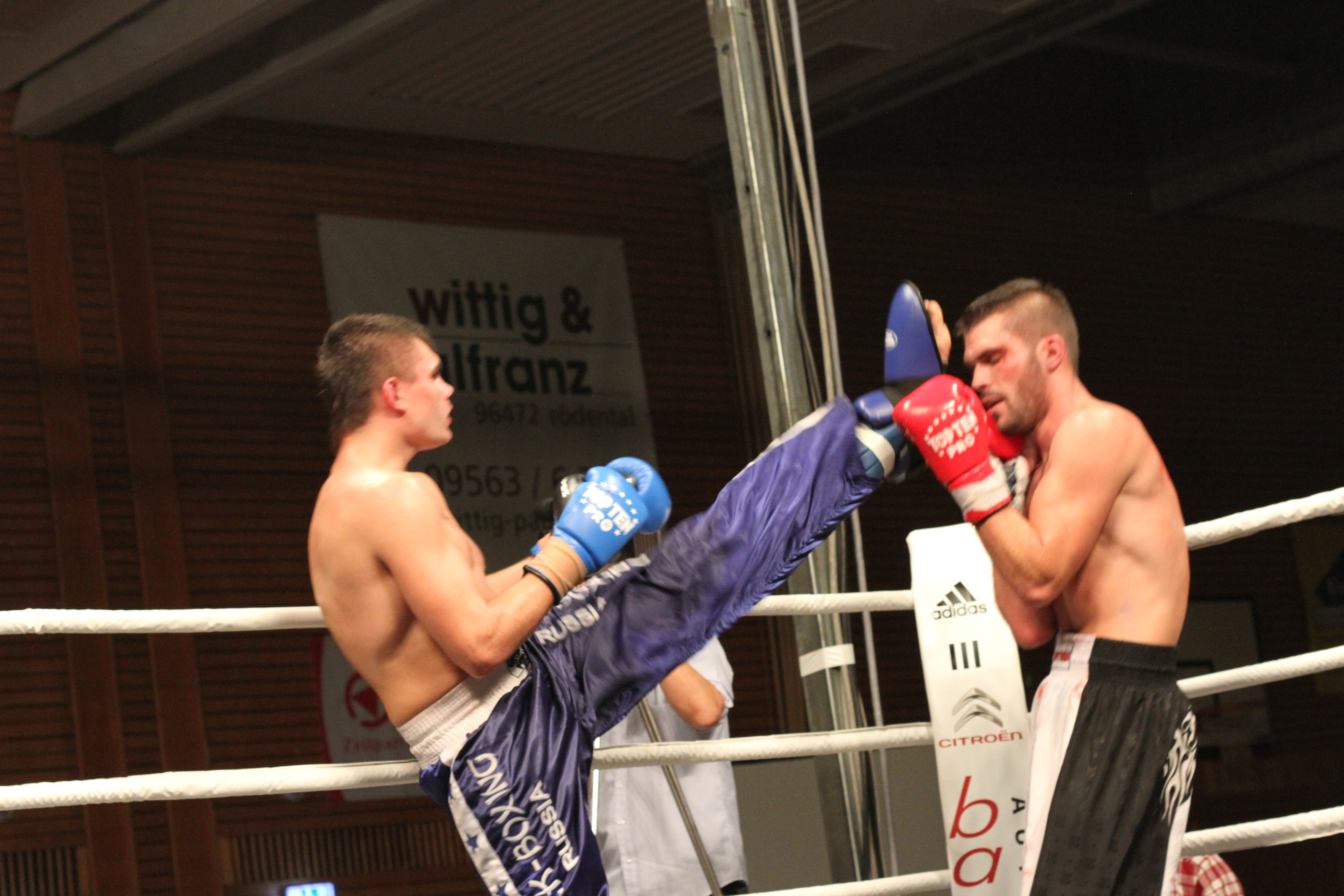
Axe-Kick Alexey Rybkin vs. Ralf Krause 2011

Der Axe-Kick (von englisch axe Axt, japanisch Kakato-geri, koreanisch doki ba chagi oder naeryeo chagi) ist eine Technik aus zahlreichen Kampfsportarten wie Karate, Taekwondo oder Kickboxen. Zunächst zieht man das Bein von außen oder von innen über die Kopfhöhe des Gegners und lässt dann das gestreckte Bein wie bei der Abwärtsbewegung einer Axt auf den Kopf oder das Schlüsselbein des Gegners herunterschnellen. Der Kick trifft mit der Ferse auf. Besonders bekannt für den Axe-Kick war Andy Hug, ein schweizerischer Kyokushinkai-Karateka, der den K-1 Grand Prix 1996 gewann. Nach ihm wird die Technik auch Andy-Kick genannt. In anderen Kampfsportarten wie dem Shōtōkan-Karate ist diese Technik aufgrund mangelnder Kontrolle verboten.